# Абдукадыр Чалдивар
Абдукадыр Чалдивар — известный самаркандский архитектор, кладчик кирпичей, плотник, каменщик. Известен как строитель новых стен самаркандских мечетей Кази-Калон и Баланд-Хауз, один из реставраторов самаркандских мечети Ходжа Нисбатдор, комплекса Ходжа Абдидарун, мавзолея Ходжа Дониёр. Родился в середине  XIX века, умер в 1910 году.